# Lucius Iunius Pullus
Lucius Iunius Pullus (gestorben 249 oder 248 v. Chr.) war ein römischer Politiker aus der gens Iunia. Im Jahr 249 v. Chr. war er als  Amtskollege des Publius Claudius Pulcher Konsul und Befehlshaber über eine Flotte im Ersten Punischen Krieg, die er in einem Sturm verlor.
Sein vollständiger Name wird in den Fasti Capitolini, einer inschriftlich überlieferten Liste römischer Konsuln und Feldherren, genannt: L. Iunius C. f. L. n. Pullus. Demnach war er der Sohn eines Gaius und Enkel eines Lucius Iunius. Sein Cognomen kennt außer den Fasti lediglich der Chronograph von 354, der für 249 v. Chr. als Konsuln Pulchro et Pullo gibt.
Über Herkunft, Erziehung und Karriere des Iunius Pullus ist nichts bekannt, Stationen seines cursus honorum sind ebenso wenig überliefert wie Informationen zu seiner militärischen Erfahrung. Lediglich als Konsul des Jahres 249 v. Chr. tritt er in Erscheinung, sogleich mit einem schwierigen militärischen Kommando betraut. Während des Ersten Punischen Krieges begannen die Römer 250 v. Chr. die karthagische Festung Lilybaion in Südsizilien zu belagern. Im Jahr 249 v. Chr. fiel die Fortsetzung dieser Belagerung dem Konsul Publius Claudius Pulcher zu, der bald nach seiner Wahl aufbrach.
Iunius Pullus wartete derweil in Rom auf die Fertigstellung von 60 Penteren, mit denen er von Ostia aus über Messana nach Lilybaion geschickt wurde. Seine Kriegsschiffe dienten vor allem als Geleitschutz der zahlreichen Transportschiffe, deren Ladungen die Versorgung der römischen Truppen sicherstellen sollten. In Messana vereinigte er sich mit den römischen Flottenresten von Lilybaion und dem übrigen Sizilien, so dass er über 120 Kriegsschiffe und 800 Transportschiffe verfügte. Mit dieser Flotte brach er nach Syrakus auf. In Syrakus teilte er die Transportschiffe auf und schickte die eine Hälfte unter Begleitung weniger Kriegsschiffe unter dem Kommando der Quaestoren voraus, um die Truppen vor Lilybaion versorgen zu lassen. Er selbst wartete, so Polybios, mit dem Gros der Flotte auf Nachzügler unter seinen Schiffen und nutzte die Zeit, weiteren Proviant von sizilischen Bundesgenossen liefern zu lassen.
Währenddessen hatte der karthagische Befehlshaber auf Sizilien, Adherbal, in der Seeschlacht von Drepana die Flotte des Claudius Pulcher, die dieser vor Ort in einer spektakulären Aktion angeblich um 210 neugebaute Schiffe vergrößert hatte, vernichtet. Claudius Pulcher konnte mit 30 Schiffen entkommen, doch allein 93 Schiffe fielen in die Hände der Karthager, der Rest der Flotte ging unter oder wurde durch die Besatzung auf die Klippen gesetzt. Die Belagerung von Lilybaion war gebrochen und der karthagische Unterbefehlshaber Karthalo versorgte die entsetzte Festung mit Proviant. Im Anschluss wandte er sich dem vorausgeschickten Flottenkontingent des Iunius Pullus zu. Die Quaestoren entschieden sich, bei Phintias zu ankern und einem Seegefecht aus dem Weg zu gehen. Sie gingen an Land und griffen die sich nahenden karthagischen Schiffe mit Katapulten an. Ein Teil der römischen Schiffe wurde in den Kämpfen zerstört, doch auch die Flotte Karthalos hatte Verluste. Bei Phintias traf Iunius Pullus auf die Reste des Vorauskommandos. Dreizehn unbrauchbar gewordene Schiffe ließ er versenken, mit der restlichen Flotte versuchte er, der karthagischen Flotte zu entgehen und nach Syrakus zurückzukehren. Ein aufkommender Sturm nötigte ihn, bei Kamarina Schutz zu suchen, und auch die Karthager retteten sich vor dem Sturm an Land. Doch die gesamte römische Restflotte wurde durch den Sturm vernichtet, gleichwohl Mannschaften und Ladung weitgehend unversehrt blieben.
Sich zu Land durchschlagend, gelang es Iunius Pullus nun angeblich noch, die karthagische Festung Eryx zu besetzen, doch geriet er laut Johannes Zonaras bei einem Gegenschlag Karthalos in Gefangenschaft. Demgegenüber berichten Cicero und Valerius Maximus von seinem Selbstmord nach dem Verlust der Flotte. Fast einhellig wurde in der römischen Überlieferung die frevelhafte Ignorierung von Auspizien durch Iunius Pullus als Grund für seinen Flottenverlust und sein Ende angesehen, während Eutropius die Rettung der römischen Schiffsmannschaften durch ihn anerkennt. Während Claudius Pulcher im Anschluss an die Ereignisse in Rom der Prozess gemacht wurde – das erste sichere tribunizische Kapitalverfahren –, ist über das weitere Schicksal des Iunius Pullus nichts bekannt. Der Verlust beider Flotten warf die Bemühungen Roms im Krieg mit Karthago nachhaltig zurück. Es folgten sechs tatenlose Kriegsjahre.